# Ларс Ельструп
Ларс Ельструп (дан. Lars Elstrup, нар. 24 березня 1963) — данський футболіст, що грав на позиції нападника.
Виступав, зокрема, за клуб «Феєнорд», а також національну збірну Данії.
Чемпіон Данії. У складі збірної — чемпіон Європи.

## Клубна кар'єра
У дорослому футболі дебютував 1980 року виступами за команду клубу «Раннерс», в якій провів шість сезонів, взявши участь у 136 матчах чемпіонату. 
У 1986 році захищав кольори команди клубу «Брондбю».
Своєю грою за останню команду привернув увагу представників тренерського штабу клубу «Феєнорд», до складу якого приєднався 1986 року. Відіграв за команду з Роттердама наступні два сезони своєї ігрової кар'єри. Більшість часу, проведеного у складі «Феєнорда», був основним гравцем атакувальної ланки команди.
Згодом з 1988 по 1991 рік грав у складі команд клубів «Оденсе» та «Лутон Таун».
Завершив професійну ігрову кар'єру у клубі «Оденсе», у складі якого вже виступав раніше. Прийшов до команди 1991 року, захищав її кольори до припинення виступів на професійному рівні у 1993 році.

## Виступи за збірну
У 1988 році дебютував в офіційних матчах у складі національної збірної Данії. Протягом кар'єри у національній команді, яка тривала 6 років, провів у формі головної команди країни 34 матчі, забивши 13 голів.
У складі збірної був учасником чемпіонату Європи 1992 року у Швеції, здобувши того року титул континентального чемпіона.

## Титули і досягнення
- Чемпіон Данії (1):

«Оденсе»: 1989
- Володар Кубка Данії (1):

«Оденсе»: 1992—1993
Збірні
- Чемпіон Європи (1):

1992